# Michael J. Fischer
Pour les articles homonymes, voir Michael Fisher (homonymie) et Fisher.
Michael John Fischer  est un informaticien américain, né le 20 avril 1942 à Ann Arbor (Michigan), qui travaille dans les domaines de calcul distribué, parallélisme (informatique), cryptographie, algorithmique et structures de données et en théorie de la complexité.

## Carrière
Michael Fischer obtient un BSc en mathématiques à l'université du Michigan en 1963 ; il effectue ensuite ses études de MA et PhD en mathématiques appliquées à l'université Harvard; il obtient la maîtrise en 1965 et le PhD en 1968, ce dernier sous la direction de Sheila A. Greibach, avec une thèse intitulée « Grammars with Macro-like Productions »,.
Michael Fischer est ensuite professeur assistant en informatique à l'université Carnegie-Mellon en 1968-1969, professeur assistant en mathématiques au Massachusetts Institute of Technology (MIT) en 1969-1973, et professeur associé en électrotechnique au MIT en 1973-1975. Au MIT, il supervise notamment les travaux de David S. Johnson, Frances Yao et Michael Martin Hammer. En 1975, Fischer devient professeur d'informatique à l'université de Washington ; à partir de 1981, il professeur d'informatique à l'université Yale.
Fischer a été professeur ou chercheur invité à l'Université de la Sarre (automne 1988), au Georgia Institute of Technology (printemps 1980), au l'EPFZ (été 1975), à l'Université de Francfort (été 1974), Université de Toronto (printemps 1974), Université de Warwick (été 1972).

## Responsabilités et distinctions
Fischer a été rédacteur-en-chef du  Journal of the ACM entre 1982 et 1986,. Il est élu Fellow de l'Association for Computing Machinery (ACM) en 1996, « pour ses contributions techniques exceptionnelles à l'informatique théorique et pour ses services dévoués à la communauté informatique ».
Fischer est membre de l'European Association for Theoretical Computer Science et de l’American Mathematical Society. Il a été membre et aussi président de nombreux comités de programmes de conférences comme Symposium on Theory of Computing, Symposium on Foundations of Computer Science, et bien sûr Symposium on Principles of Distributed Computing. Il a été conférencier invité à de nombreuses conférences également.

## Travaux scientifiques
Fischer est connu pour ses contributions en algorithmique répartie. Son article de 1985 avec Nancy A. Lynch et Michael S. Paterson sur le problème de consensus a obtenu le prix Edsger W. Dijkstra en algorithmique répartie en 2001.
Fischer était le président du comité de programme du premier Symposium on Principles of Distributed Computing (en) (PODC) en 1982; PODC est devenue la conférence principale dans ce domaine. En 2003, le 22e PODC comprenait une série de communications à l'occasion du 60e anniversaire de Fischer, avec comme orateurs Leslie Lamport, Nancy Lynch, Albert R. Meyer et Rebecca Wright.
En 1980, Fischer et Richard E. Ladner présentent un algorithme parallèle pour le calcul parallèle  des sommes préfixes. Le même circuit avait déjà été étudié plus tôt en URSS,.
Fischer a également travaillé en analyse syntaxique et sur les grammaires formelles dès sa thèse, sur le  string matching et sur l'algorithme pour l'union-find.
Fischer s'est intéresse très tôt au vote électronique. En 1985, Fischer et Josh Cohen Benaloh présentent un des premiers schémas de vote électronique.
Il s'intéresse aussi au problème d'échange de clés et au transfert inconscient. En 1984, Fischer, Silvio Micali, et Charles Rackoff présentent un protocole, publié en 1996, qui est une version améliorée du protocole de transfert inconscient de Michael O. Rabin.

## Publications (sélection)
- Bernard A. Galler et Michael J. Fischer, « An improved equivalence algorithm », Communications of the ACM, vol. 7, no 5,‎ 1964, p. 301–303 (DOI 10.1145/364099.364331)[12].
- Robert A. Wagner et Michael J. Fischer, « The string-to-string correction problem », Journal of the ACM, vol. 21, no 1,‎ 1974, p. 168–173 (DOI 10.1145/321796.321811).
- Richard E. Ladner et Michael J. Fischer, « Parallel prefix computation », Journal of the ACM, vol. 27, no 4,‎ 1980, p. 831–838 (DOI 10.1145/322217.322232)[12].
- Michael J. Fischer, Nancy A. Lynch et Michael S. Paterson, « Impossibility of distributed consensus with one faulty process », Journal of the ACM, vol. 32, no 2,‎ 1985, p. 374–382 (DOI 10.1145/3149.214121)[22].
- Josh D. Cohen et Michael J. Fischer, « A robust and verifiable cryptographically secure election scheme », 26th Annual Symposium on Foundations of Computer Science,‎ 1985, p. 372–382 (DOI 10.1109/SFCS.1985.2)[13].
- Michael J. Fischer, Silvio Micali et Charles Rackoff, « A secure protocol for the oblivious transfer (extended abstract) », Journal of Cryptology, vol. 9, no 3,‎ 1996, p. 191–195 (DOI 10.1007/BF00208002)[13].